# Squamellaria
Squamellaria, rod epifitskih biljaka koje uzgajaju mravi. Pripada porodici broćevki a smješten je u podtribus Hydnophytinae, dio tribusa Psychotrieae, potporodica Rubioideae. 
Postoji 12 vrsta koje rastu po otocima zapadnog Pacifika: Fidži (9 vrsta), Salomonski Otoci (2 vrste), Vanuatu (1 vrsta).

## Vrste
1. Squamellaria grayi Chomicki & Wistuba
2. Squamellaria guppyana (Becc.) Chomicki
3. Squamellaria huxleyana Chomicki
4. Squamellaria imberbis (A.Gray) Becc.
5. Squamellaria jebbiana Chomicki
6. Squamellaria kajewskii (Merr. & L.M.Perry) Chomicki
7. Squamellaria major A.C.Sm.
8. Squamellaria tenuiflora (Becc.) Chomicki
9. Squamellaria thekii Jebb
10. Squamellaria vanuatuensis Jebb & C.R.Huxley ex Chomicki & S.S.Renner
11. Squamellaria wilkinsonii (Horne ex Baker) Chomicki
12. Squamellaria wilsonii (Horne ex Baker) Becc.